# Associazione Calcio Pordenone 1961-1962
Questa voce raccoglie le informazioni riguardanti l'Associazione Calcio Pordenone nelle competizioni ufficiali della stagione 1961-1962.

## Rosa
| N. |                   | Ruolo | Calciatore         |
| -- | ----------------- | ----- | ------------------ |
|    | Italia (bandiera) |       | Anghileri          |
|    | Italia (bandiera) |       | Barberi            |
|    | Italia (bandiera) | P     | Roberto Bazzali    |
|    | Italia (bandiera) |       | Bertolin           |
|    | Italia (bandiera) | A     | Gianni Brollo      |
|    | Italia (bandiera) | C     | Ugo Callegari      |
|    | Italia (bandiera) | C     | Lorenzo Canal      |
|    | Italia (bandiera) | A     | Mario Colondri     |
|    | Italia (bandiera) | C     | Guido Del Grosso   |
|    | Italia (bandiera) | C     | Mario Deotto       |
|    | Italia (bandiera) | A     | Luigi Donadoni     |
|    | Italia (bandiera) | A     | Federico Jaconissi |

| N. |                   | Ruolo | Calciatore         |
| -- | ----------------- | ----- | ------------------ |
|    | Italia (bandiera) | D     | Antonio Magnetto   |
|    | Italia (bandiera) | D     | Riccardo Piva      |
|    | Italia (bandiera) | D     | Pierluigi Repetto  |
|    | Italia (bandiera) | C     | Silvano Russo      |
|    | Italia (bandiera) | D     | Elio Serini        |
|    | Italia (bandiera) | C     | Cirano Snidero     |
|    | Italia (bandiera) | P     | Angelo Stabile     |
|    | Italia (bandiera) | A     | Giovanni Trapletti |
|    | Italia (bandiera) | A     | Claudio Turchetto  |
|    | Italia (bandiera) | D     | Massimo Villa      |
|    | Italia (bandiera) | C     | Ivan Zanutto       |
|    | Italia (bandiera) | D     | Redo Zanzaro       |